# Laholms, Falkenbergs, Varbergs och Kungsbacka valkrets
Laholms, Falkenbergs, Varbergs och Kungsbacka valkrets (också känd som Hallands mindre städers valkrets) var vid riksdagsvalen till andra kammaren 1878–1908 en egen valkrets för städerna Laholms stad, Falkenbergs stad, Varbergs stad och Kungsbacka stad med ett mandat. 
Valkretsen förekom första gången vid valet 1878, då Halmstad hade utskiljts från den tidigare Halmstads, Varbergs, Laholms, Falkenbergs och Kungsbacka valkrets och istället ingick i Halmstads och Ängelholms valkrets. Valkretsen avskaffades vid övergången till proportionellt valsystem i valet 1911, då området gick upp i Hallands läns valkrets.

## Riksdagsmän
- Anders Magnus Culin (1879–1881)
- Magnus Lundberg (1882–1893)
- Frans Berglöf, fr c 1895 (1894–1895)
- Henrik Henriksson (1896)
- Carl Björck, lmp (1897–1902)
- Alfred Lundgren, lib s (1903-1911)

## Valresultat

### 1896
| Andrakammarvalet i Sverige 1896: Laholms, Falkenbergs, Varbergs och Kungsbacka valkrets | Andrakammarvalet i Sverige 1896: Laholms, Falkenbergs, Varbergs och Kungsbacka valkrets | Andrakammarvalet i Sverige 1896: Laholms, Falkenbergs, Varbergs och Kungsbacka valkrets | Andrakammarvalet i Sverige 1896: Laholms, Falkenbergs, Varbergs och Kungsbacka valkrets | Andrakammarvalet i Sverige 1896: Laholms, Falkenbergs, Varbergs och Kungsbacka valkrets |
| Kandidat                                                                                | Kandidat                                                                                | Röster                                                                                  | Röster                                                                                  | Röster                                                                                  |
| Kandidat                                                                                | Kandidat                                                                                | Antal                                                                                   | %                                                                                       | +− %                                                                                    |
| --------------------------------------------------------------------------------------- | --------------------------------------------------------------------------------------- | --------------------------------------------------------------------------------------- | --------------------------------------------------------------------------------------- | --------------------------------------------------------------------------------------- |
|                                                                                         | Carl Björck                                                                             | 288                                                                                     | 48,0                                                                                    |                                                                                         |
|                                                                                         | Hugo Gerlach                                                                            | 273                                                                                     | 45,5                                                                                    |                                                                                         |
|                                                                                         | Övriga kandidater                                                                       | 39                                                                                      | 6,5                                                                                     |                                                                                         |
| Antal giltiga röster                                                                    | Antal giltiga röster                                                                    | 600                                                                                     |                                                                                         |                                                                                         |
| Kasserade röster                                                                        | Kasserade röster                                                                        | 1                                                                                       |                                                                                         |                                                                                         |
| Totalt                                                                                  | Totalt                                                                                  | 601                                                                                     |                                                                                         |                                                                                         |

- Valdeltagandet var 71,6%.

### 1899
| Andrakammarvalet i Sverige 1899: Laholms, Falkenbergs, Varbergs och Kungsbacka valkrets | Andrakammarvalet i Sverige 1899: Laholms, Falkenbergs, Varbergs och Kungsbacka valkrets | Andrakammarvalet i Sverige 1899: Laholms, Falkenbergs, Varbergs och Kungsbacka valkrets | Andrakammarvalet i Sverige 1899: Laholms, Falkenbergs, Varbergs och Kungsbacka valkrets | Andrakammarvalet i Sverige 1899: Laholms, Falkenbergs, Varbergs och Kungsbacka valkrets |
| Kandidat                                                                                | Kandidat                                                                                | Röster                                                                                  | Röster                                                                                  | Röster                                                                                  |
| Kandidat                                                                                | Kandidat                                                                                | Antal                                                                                   | %                                                                                       | +− %                                                                                    |
| --------------------------------------------------------------------------------------- | --------------------------------------------------------------------------------------- | --------------------------------------------------------------------------------------- | --------------------------------------------------------------------------------------- | --------------------------------------------------------------------------------------- |
|                                                                                         | Carl Björck                                                                             | 225                                                                                     | 53,6                                                                                    | ▲5,6                                                                                    |
|                                                                                         | Alfred Lundgren                                                                         | 192                                                                                     | 45,7                                                                                    |                                                                                         |
|                                                                                         | Övriga kandidater                                                                       | 3                                                                                       | 0,7                                                                                     |                                                                                         |
| Antal giltiga röster                                                                    | Antal giltiga röster                                                                    | 420                                                                                     |                                                                                         |                                                                                         |
| Kasserade röster                                                                        | Kasserade röster                                                                        | 2                                                                                       |                                                                                         |                                                                                         |
| Totalt                                                                                  | Totalt                                                                                  | 422                                                                                     |                                                                                         |                                                                                         |

Valet ägde rum den 15 augusti 1899. Valdeltagandet var 46,5%.

### 1902
| Andrakammarvalet i Sverige 1902: Laholms, Falkenbergs, Varbergs och Kungsbacka valkrets | Andrakammarvalet i Sverige 1902: Laholms, Falkenbergs, Varbergs och Kungsbacka valkrets | Andrakammarvalet i Sverige 1902: Laholms, Falkenbergs, Varbergs och Kungsbacka valkrets | Andrakammarvalet i Sverige 1902: Laholms, Falkenbergs, Varbergs och Kungsbacka valkrets | Andrakammarvalet i Sverige 1902: Laholms, Falkenbergs, Varbergs och Kungsbacka valkrets |
| Kandidat                                                                                | Kandidat                                                                                | Röster                                                                                  | Röster                                                                                  | Röster                                                                                  |
| Kandidat                                                                                | Kandidat                                                                                | Antal                                                                                   | %                                                                                       | +− %                                                                                    |
| --------------------------------------------------------------------------------------- | --------------------------------------------------------------------------------------- | --------------------------------------------------------------------------------------- | --------------------------------------------------------------------------------------- | --------------------------------------------------------------------------------------- |
|                                                                                         | Alfred Lundgren                                                                         | 284                                                                                     | 45,4                                                                                    | ▼0,7                                                                                    |
|                                                                                         | Carl Björck                                                                             | 270                                                                                     | 43,2                                                                                    | ▼10,4                                                                                   |
|                                                                                         | Övriga kandidater                                                                       | 71                                                                                      | 11,4                                                                                    |                                                                                         |
| Antal giltiga röster                                                                    | Antal giltiga röster                                                                    | 625                                                                                     |                                                                                         |                                                                                         |
| Kasserade röster                                                                        | Kasserade röster                                                                        | 3                                                                                       |                                                                                         |                                                                                         |
| Totalt                                                                                  | Totalt                                                                                  | 628                                                                                     |                                                                                         |                                                                                         |

Valet ägde rum den 4 september 1902. Valdeltagandet var 64,4%.

### 1905
| Andrakammarvalet i Sverige 1905: Laholms, Falkenbergs, Varbergs och Kungsbacka valkrets | Andrakammarvalet i Sverige 1905: Laholms, Falkenbergs, Varbergs och Kungsbacka valkrets | Andrakammarvalet i Sverige 1905: Laholms, Falkenbergs, Varbergs och Kungsbacka valkrets | Andrakammarvalet i Sverige 1905: Laholms, Falkenbergs, Varbergs och Kungsbacka valkrets | Andrakammarvalet i Sverige 1905: Laholms, Falkenbergs, Varbergs och Kungsbacka valkrets |
| Kandidat                                                                                | Kandidat                                                                                | Röster                                                                                  | Röster                                                                                  | Röster                                                                                  |
| Kandidat                                                                                | Kandidat                                                                                | Antal                                                                                   | %                                                                                       | +− %                                                                                    |
| --------------------------------------------------------------------------------------- | --------------------------------------------------------------------------------------- | --------------------------------------------------------------------------------------- | --------------------------------------------------------------------------------------- | --------------------------------------------------------------------------------------- |
|                                                                                         | Alfred Lundgren                                                                         | 490                                                                                     | 57,3                                                                                    | ▲11,9                                                                                   |
|                                                                                         | Carl Björck                                                                             | 364                                                                                     | 42,6                                                                                    | ▼0,6                                                                                    |
|                                                                                         | Övriga kandidater                                                                       | 1                                                                                       | 0,1                                                                                     |                                                                                         |
| Antal giltiga röster                                                                    | Antal giltiga röster                                                                    | 855                                                                                     |                                                                                         |                                                                                         |
| Kasserade röster                                                                        | Kasserade röster                                                                        | 4                                                                                       |                                                                                         |                                                                                         |
| Totalt                                                                                  | Totalt                                                                                  | 859                                                                                     |                                                                                         |                                                                                         |

Valet ägde rum den 7 september 1905. Valdeltagandet var 70,8%.

### 1908
| Andrakammarvalet i Sverige 1908: Laholms, Falkenbergs, Varbergs och Kungsbacka valkrets | Andrakammarvalet i Sverige 1908: Laholms, Falkenbergs, Varbergs och Kungsbacka valkrets | Andrakammarvalet i Sverige 1908: Laholms, Falkenbergs, Varbergs och Kungsbacka valkrets | Andrakammarvalet i Sverige 1908: Laholms, Falkenbergs, Varbergs och Kungsbacka valkrets | Andrakammarvalet i Sverige 1908: Laholms, Falkenbergs, Varbergs och Kungsbacka valkrets |
| Kandidat                                                                                | Kandidat                                                                                | Röster                                                                                  | Röster                                                                                  | Röster                                                                                  |
| Kandidat                                                                                | Kandidat                                                                                | Antal                                                                                   | %                                                                                       | +− %                                                                                    |
| --------------------------------------------------------------------------------------- | --------------------------------------------------------------------------------------- | --------------------------------------------------------------------------------------- | --------------------------------------------------------------------------------------- | --------------------------------------------------------------------------------------- |
|                                                                                         | Alfred Lundgren                                                                         | 707                                                                                     | 63,2                                                                                    | ▲5,9                                                                                    |
|                                                                                         | Rutger Åberg (höger)                                                                    | 411                                                                                     | 36,8                                                                                    |                                                                                         |
| Antal giltiga röster                                                                    | Antal giltiga röster                                                                    | 1 118                                                                                   |                                                                                         |                                                                                         |
| Kasserade röster                                                                        | Kasserade röster                                                                        | 3                                                                                       |                                                                                         |                                                                                         |
| Totalt                                                                                  | Totalt                                                                                  | 1 121                                                                                   |                                                                                         |                                                                                         |

Valet ägde rum den 6 september 1908. Valdeltagandet var 66,1%.